# Ninetto Davoli
Giovanni Davoli (San Pietro a Maida, Calabria, 11 de octubre de 1948), conocido como Ninetto Davoli, es un actor italiano que alcanzó la fama por sus numerosos papeles en películas de Pier Paolo Pasolini.

## Biografía
Ninetto Davoli, registrado al nacer como Giovanni Davoli, fue descubierto por el poeta, novelista y cineasta Pier Paolo Pasolini, con quien comenzó una relación amorosa cuando Davoli contaba con 15 años. Siempre mantuvieron su amistad, aunque Davoli finalmente se casó con una mujer y tuvo varios hijos.
Su primer papel, sin frases, fue en la película El Evangelio según San Mateo (Il Vangelo secondo Matteo, 1964). El siguiente fue junto al cómico Totò, en Pajaritos y pajarracos. Davoli interpretó numerosos papeles cómico-naïve en películas de Pasolini, la última de las cuales fue Las mil y una noches (Il fiore delle Mille e una Notte, 1974).[cita requerida]
Tras el asesinato de Pasolini en 1975, actuó en numerosas producciones de televisión.[cita requerida]

## Filmografía

### Películas
- Il vangelo secondo Matteo, 1964, de Pier Paolo Pasolini
- Pajaritos y pajarracos (Uccellacci e uccellini) (1966), de Pasolini
- Requiescant (1967)
- Le streghe (Las brujas), 1967 de Pasolini
- Capriccio all'Italiana, 1967 (Pasolini)
- Edipo re (Edipo Rey, 1967) (Pasolini)
- Teorema, 1968, (Pasolini)
- Porcile, 1969, (Pasolini)
- Amore e rabbia (1969) (Pasolini)
- Ostia (1970)

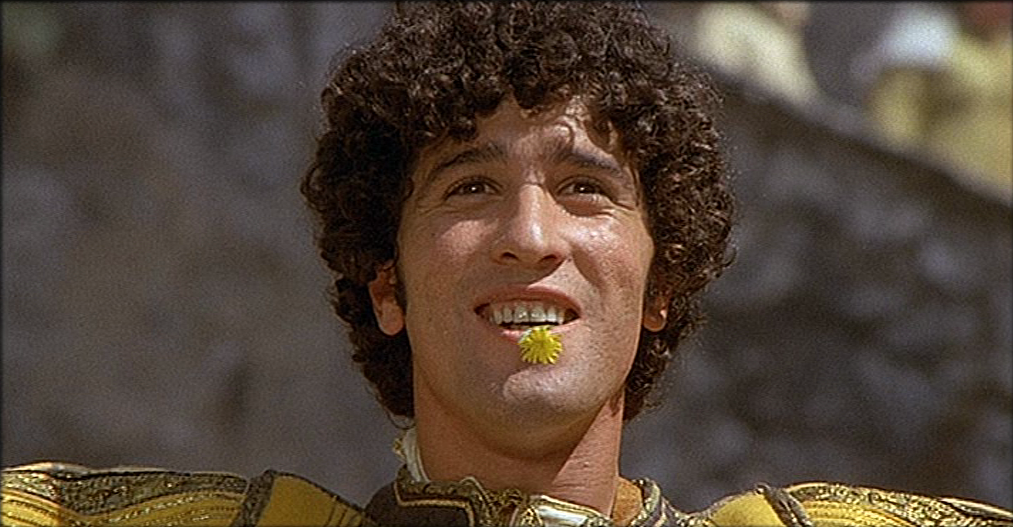
Ninetto Davoli en el papel de Andreuccio da Perugia, en la película de 1971 El Decamerón, de Pasolini.

- Il Decameron (El Decamerón, 1971) (Pasolini)
- Er più - storia d'maore e di coltello (1971)
- Storia di fifa e di coltello - er seguito del più (1972)
- Il maschio ruspante (1972)
- I Racconti di Canterbury (1972) (Pasolini)
- La Tosca (1973)
- Storie scellerate (1973)
- Il lumacone (1974)
- Appassionata (1974)
- Amore mio, non farmi male (1974)
- Unbelievable Adventures of Italians in Russia (1974)
- Il fiore delle Mille e una Notte, 1974) (Pasolini)
- Pasqualino Cammarata... capitano di fregata (1975)
- Frankenstein all'italiana (1975)
- Qui comincia l'avventura (1975)
- Il vizio ha le calze nere (1975)
- Prendimi, straziami che brucio di passione (1975)
- L'agnese va a morire (1976)
- Amore all'arrabbiata (1976)
- Spogliamoci, così senza pudore (1976)
- No alla violenza (1977)
- Casotto (1977)
- Malabestia (1978)
- La liceale seduce i professori (1979)
- Buone notizie (1979)
- Maschio.. femmina... fiore... frutto (1980)
- Il cappotto di Astrakan (1980)
- Il cuore del tirrano (1981)
- Il minestrone (1981)
- Il conte Tacchia (1982)
- Marie Ward (1985)
- Occhei, occhei (1986)
- Momo (1987)
- Animali metropolitani (1987)
- Le rose blu (1996)
- I Mali randagi (1997)
- La Ragazza del metrò (1989)
- L'anno prossimo vado a letto alle dieci (1995)
- I magi randagi (1996)
- Una vita non violenta (1999)
- Uno su due (2006)
- Pasolini (2014)

### Televisión
- Le avventure di Calandrino e Buffalmaco (1975) - miniseries
- Addavenì quel giorno e quella notte (1979)
- Sogni e bisogni (1985) - miniseries
- L'altro enigma (1988) - miniseries
- La romana (1989)
- Il vigile urbano (1995) - series
- L'avvocato porta (1997) - miniseries
- La banda (2000)
- Vite a prendere (2004)
- È arrivata la felicità' (2015-2018) serie de tv